# Martinsellus signatus
Martinsellus signatus är en skalbaggsart som först beskrevs av Leonard Gyllenhaal 1817.  Martinsellus signatus ingår i släktet Martinsellus och familjen långhorningar.
Artens utbredningsområde är:
- Paraguay.
- Uruguay.

Inga underarter finns listade i Catalogue of Life.